# صموئيل دبليو. ستوكتون
صموئيل دبليو. ستوكتون (بالإنجليزية: Samuel W. Stockton)‏ هو دبلوماسي ومحامي أمريكي، ولد في 4 فبراير 1751، وتوفي في 27 يونيو 1795.